# Ermitage Italia
Ermitage Italia è una fondazione nata da un accordo tra il Museo dell'Ermitage di San Pietroburgo e istituzioni italiane, con sede prima a Ferrara poi a Venezia.

## Storia
Il 23 novembre 2005 la Provincia di Ferrara avanza al direttore dell'Ermitage Michail Borisovič Piotrovskij la candidatura di Ferrara quale sede di Ermitage Italia.
Il 4 ottobre 2006 Piotrovsky comunica l'accettazione della candidatura. Il 20 ottobre 2007 è stata ufficialmente inaugurata in Castello Estense la Fondazione Ermitage Italia. La cerimonia solenne si è tenuta alla presenza del Presidente della Repubblica Giorgio Napolitano. L'accordo è diventato pienamente operativo solamente nella seconda metà del 2007 e la sede scelta è stata il palazzo Giglioli.
Ferrara è divenuta la quinta città nel mondo a legare il proprio nome a quello del museo russo, dopo Las Vegas, Londra, Amsterdam e Kazan'.
Dal 2013 la fondazione Ermitage Italia ha sospeso dopo cinque anni la sua attività istituzionale a Ferrara per trasferirsi a Venezia, negli uffici delle Procuratie vecchie.
Grazie all'accordo siglato è nato un centro di studio e ricerca finalizzato alla catalogazione delle opere italiane dell'Ermitage, all'approfondimento delle tematiche legate al collezionismo e all'evoluzione delle tecniche di restauro.